# Мулява, Владимир Савельевич
Влади́мир Саве́льевич Муля́ва (укр. Володимир Савелійович Мулява; 12 сентября 1937, Льгов Курской области РСФСР — 16 октября 2019, Киев) — украинский военный и государственный деятель, генерал-майор, кандидат философских наук, народный депутат Верховной рады Украины II созыва (1994—1998), почётный гетман украинского казачества (с 1998 года).

## Биография
Родился 12 сентября 1937 года в городе Льгов Курской области, детство провёл в селе Мальчевское Устиновского района Кировоградской области.
Работал в колхозе, затем проходил службу в армии. Окончил юридическо-экономический факультет Киевского государственного университета имени Т. Г. Шевченко.
Обучался в аспирантуре Киевского государственного университета, защитил диссертацию на соискание степени кандидата философских наук. В дальнейшем работал преподавателем в Бердичевском педагогическом институте, Житомирском сельскохозяйственном институте и Винницком педагогическом институте. Написал докторскую диссертацию по теме «Человек в индивиде: Национальное как реализация человеческого рода в индивиде», но не защитил её из-за обвинений в антисоветской деятельности.
В 1986 году организовал межобластной дискуссионный клуб «Истина» в Виннице, президентом которого был до организации в 1988 году Народного фронта Украины, который через год на первом съезде Народного руха Украины за перестройку вошёл в его состав под названием Подольского народного руха. В июне-июле 1990 года организовал и провёл политическую голодовку под лозунгом «КПСС, вынь руку из народного кармана!» В 1990-91 годах был заместителем главы секретариата Народного руха Украины, впоследствии — и совета коллегии Народного руха Украины.
С 1991 по 1993 год был начальником социально-психологического управления (затем — социально-психологической службы) Министерства обороны Украины. В 1991 году присвоено звание полковника, в 1992 году — генерал-майора.
С ноября 1993 года по июль 1995 года был помощником Министра обороны по связям с гражданскими организациями, партиями и движениями. С октября 1992 года по 1998 год был гетманом украинского казачества, с 1998 года — почётный гетман украинского казачества.
На парламентских выборах 1994 года был избран народным депутатом Верховной рады Украины II созыва от Калушского избирательного округа № 197 Ивано-Франковской области. В парламенте был членом Комитета по вопросам обороны и безопасности, входил в состав депутатской группы «Конституционный центр».
Являлся членом президиума общества «Украина-Свет», был автором более 100 трудов по вопросам социальной психологии военнослужащих, украиноведения и развития современного казачества.
Умер 16 октября 2019 года в Киеве на 83-м году жизни.